# Heather Matarazzo
Heather Matarazzo (Oyster Bay, Nova York, 10 de novembre de 1982) és una actriu estatunidenca de teatre, cinema i televisió. La seva filmografia principal inclou títols com Welcome to the Dollhouse (1996), Pactar amb el diable (1997), 54 (1998), Scream 3 (2000), The Princess Diaries (2001) i The Princess Diaries 2: Royal Engagement (2004). També ha treballat en obres teatrals i en sèries de televisió com Roseanne (1997) i The L Word (2007).

## Biografia
Matarazzo va néixer i es va criar a Oyster Bay (Nova York), filla de Camille, mestressa de casa i Ray Matarazzo, gerent informàtic d'una cadena de fleques. Matarazzo tė origen italoamericà i va ser adoptada i educada pels Matarazzo, una estricta família italoamericana catòlica.Va estudiar en l' Oyster Bay High School, així com en el BOCES Cultural Arts Center High School.
Matarazzo va començar a actuar amb sis anys; després de requisar el micròfon en un acte benèfic per a nens amb sida, li van donar la targeta d'un mànager, que va conservar durant deu anys.
El 1997, va guanyar un  premi Independent Spirit per la seva actuació en Welcome to the Dollhouse. Matarazzo va declarar que li encanta que li permetin interpretar personatges interessants, alguns dels quals "han estat condemnats a l'ostracisme per diferents motius." Va comentar que es troba especialment orgullosa de la seva actuació el 1999 Our Guys: Outrage in Glen Ridge, en la qual interpreta a una noia discapacitada mental a la qual violen uns jugadors de futbol americà. Matarazzo ha aparegut en diferents sèries de televisió incloent Law & Order, The L Word i Strangers With Candy.

## Vida personal
El 31 de juliol de 2008, la representant de Matarazzo va anunciar el compromís entre Matarazzo i la cantant Caroline Murphy (no confondre amb la model del mateix nom). El 2005 va ser la ponent principal en la conferència anual Gay, Lesbian and Straight Education Network a Boston.

## Filmografia

### Cinema
| Any  | Títol                                         | Personatge                |
| ---- | --------------------------------------------- | ------------------------- |
| 1995 | Welcome to the Dollhouse                      | Dawn Wiener               |
| 1997 | Hurricane                                     | Ashley                    |
| 1997 | The Devil's Advocate                          | Barbara                   |
| 1998 | Strike                                        | Theresa 'Tweety' Goldberg |
| 1998 | Studio 54                                     | Grace O'Shea              |
| 1999 | Our Guys: Outrage in Glen Ridge               | Leslie                    |
| 1999 | Cherry                                        | Dottie                    |
| 2000 | Blue Moon                                     | Donna                     |
| 2000 | Scream 3                                      | Martha Meeks              |
| 2000 | Embolic a l'Havana (Company Man)              |                           |
| 2001 | The Princess Diaries                          | Lilly Moscovitz           |
| 2002 | Sorority Boys                                 | Katie                     |
| 2003 | The Pink House                                | Charlotte                 |
| 2004 | Home of Phobia                                | Jessica                   |
| 2004 | Saved!                                        | Tia                       |
| 2004 | The Princess Diaries 2: Royal Engagement      | Lilly Moscovitz           |
| 2005 | Believe In Me                                 | Cindy Butts               |
| 2007 | Hostel 2                                      | Lorna                     |
| 2010 | Mangus!                                       | Jessica Simpson           |
| 2013 | Culling Hens                                  | Mistress                  |
| 2015 | Sidewalk Traffic                              | Freda Rabinowitz          |
| 2015 | Sisters                                       | Denny                     |
| 2016 | Her Composition                               | Gallery Owner             |
| 2016 | Girl Flu                                      | Lilli                     |
| 2016 | The Great WTYT 960 Billboard Sitting Contest! | Jezebel                   |
| 2016 | Smothered by Mothers                          | Annie                     |
| 2016 | Culling Hens                                  | Mistress                  |
| 2016 | Are You Afraid of the '90s?                   | Jessica                   |
| 2018 | Don't Worry, He Won't Get Far on Foot         | John Callahan             |

### Televisió
| Any  | Títol                           | Personatge                                   | Notes                    |
| ---- | ------------------------------- | -------------------------------------------- | ------------------------ |
| 1993 | The Adventures of Pete and Pete | Natasha                                      | sèrie de TV; 2 episodis  |
| 1996 | Townies                         | Bethany                                      | sèrie de TV; 4 episodis  |
| 1997 | Roseanne                        | Heather, la promesa del DJ                   | sèrie de TV; 4 episodis  |
| 1999 | Now and Again                   | Heather Wiseman                              | sèrie de TV; 22 episodis |
| 2000 | Strangers with Candy            | Renee                                        | sèrie de TV; 1 episodi   |
| 2002 | Stage on Screen: The Women      | Jane                                         | telefilm                 |
| 2007 | Exes and Ohs                    | Crutch                                       | sèrie de TV; 6 episodis  |
| 2007 | The L Word                      | Stacy Merkin                                 | sèrie de TV; 4 episodis  |
| 2008 | Life On Mars                    | June                                         | sèrie de TV; 1 episodi   |
| 2008 | Law & Order                     | Janice Dunlap (2008) Stephanie Sutter (1998) | sèrie de TV; 2 episodis  |